# Trichostomum etessei
Trichostomum etessei là một loài rêu trong họ Pottiaceae. Loài này được Broth. & Paris mô tả khoa học đầu tiên năm 1906.
Danh pháp khoa học của loài này chưa được làm sáng tỏ. 